# Kolonia Łomnicka
Kolonia Łomnicka (niem. Tellsruh) – wieś w Polsce, położona w województwie opolskim, w powiecie oleskim, w gminie Olesno.
| SIMC    | Nazwa   | Rodzaj     |
| ------- | ------- | ---------- |
| 0140126 | Brynica | przysiółek |
| 0140132 | Pustki  | przysiółek |
| 0140149 | Pyki    | przysiółek |

W latach 1975–1998 miejscowość administracyjnie należała do województwa częstochowskiego.

## Historia
Kolonia Tellsruh została założona w 1780 r. przez hrabiego Konrada Ludwiga von Gesslera w miejscu śmierci Tella – ulubionego psa marszałka Fryderyka Leopolda Gesslera.
W 1840 w kolonii została wybudowana szkoła katolicka, a w latach 1958–1963 kościół filialny pw. Matki Bożej Fatimskiej.
Wyodrębniona z Sowczyc jako samodzielna gromada dopiero 1 stycznia 1949.